# Jakub Kałużny
Jakub Józef Kałużny (ur. 17 sierpnia 1969) – polski okulista, profesor nauk medycznych, profesor nadzwyczajny w Katedrze Zdrowia Publicznego Collegium Medicum UMK w Bydgoszczy.

## Życiorys
Jest synem Józefa (również profesora okulistyki) oraz bratem Bartłomieja (także okulisty). Dyplom lekarski zdobył w 1994 roku na Akademii Medycznej w Bydgoszczy.
Stopień doktorski uzyskał w 2001 roku na podstawie pracy „Usunięcie soczewki przezroczystej w wysokiej niemiarowości - wyniki własne" (promotorem była Ariadna Gierek-Łapińska). Habilitował się w 2008 roku na podstawie oceny dorobku naukowego i pracy pod tytułem „Niepenetrująca sklerektomia głęboka - badania doświadczalne biokompatybilności i mechanizmu działania implantów niewchłanialnych w oku królika". 26 października 2017 roku z rąk prezydenta Andrzeja Dudy otrzymał nominację profesorską.
Od 2001 roku pracował w Klinice Chorób Oczu Collegium Medicum UMK w Bydgoszczy. Od 2014 pracował jako adiunkt i kierownik Zakładu Polityki Zdrowotnej i Zabezpieczenia Społecznego Katedry Zdrowia Publicznego na Wydziale Nauk o Zdrowiu. Należy do Polskiego Towarzystwa Okulistycznego (przewodniczący sekcji soczewek kontaktowych). Odbył staże zagraniczne, m.in. w Nowym Jorku. 
Współautor opracowania „Badania angiograficzne dna oka" (wyd. 1998, ISBN 83-87804-01-0). Swoje prace publikował w czasopismach krajowych i zagranicznych, m.in. w „Graefe's Archive for Clinical and Experimental Ophthalmology", „Ophthalmology", „Ophthalmic Surgery, Lasers and Imaging Retina", „Klinice Ocznej" oraz „Journal of Cataract and Refractive Surgery". Zainteresowania kliniczne i badawcze J. Kałużnego dotyczą m.in. chirurgii zaćmy oraz jaskry, rozpoznawania i leczenia zwyrodnienia plamki żółtej, kontaktologii oraz optycznej tomografii koherencyjnej (OCT). Wykonuje m.in. zabiegi witrektomii.